# Джакомо III Криспо
Джакомо III Криспо (итал. Giacomo III Crispo; ум. 1480) — 17-й герцог Наксоса с 1463 года.
Сын Франческо II Криспо и его жены Петрониллы Бембо. Когда умер отец, был ещё в подростковом возрасте, и до женитьбы находился под опекой матери.
На период его правления пришлась турецко-венецианская война 1463—1479 годов, в ходе которой турки совершали регулярные набеги на острова и захватывали их жителей в плен. В 1477 году они оккупировали остров Наксос и освободили его только в 1479 году после заключения мирного договора с Венецией. По условиям этого договора подданные герцогства стали считаться гражданами республики.
Джакомо III Криспо около 1465 года женился на Катерине Гоццадини. Их старшая дочь Фьоренца в 1479 году ещё при жизни отца вышла замуж за Доменико Пизани, сына герцога Кандии, и получила в приданое остров Санторин. Младшая дочь — Петронелла, с 1485 года жена Надале да Молина.
В 1480 году Джакомо III умер, и герцогом Наксоса стал его брат Джованни III. Он отобрал остров Санторин у Фьоренцы и Доменико Пизани под тем предлогом, что отчуждение производилось незаконно. Супруги подали жалобу в венецианский Сенат, и тот в 1486 году постановил, чтобы Джованни III выплатил им денежную компенсацию. Также они получили во владение 3 маленьких острова Архипелага.